# Stanisław Dębicki

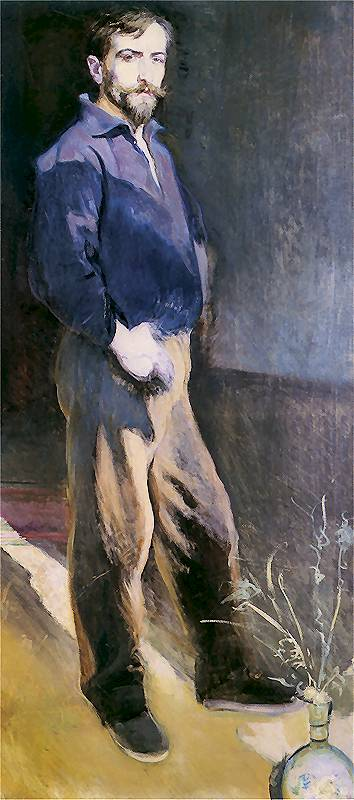
Selbstporträt 1900

Stanisław Mieczysław Dębicki (* 14. Dezember 1866 in Lubaczów; † 12. August 1924 in Krakau) war ein polnischer Maler und Illustrator.
Dębicki studierte an der Akademie der bildenden Künste Wien bei Christian Griepenkerl, setzte sein Studium an der Akademie der Bildenden Künste Krakau bei Władysław Łuszczkiewicz fort, dann wieder in Wien und seit dem 15. Oktober 1884 an der Königlichen Akademie der Künste in München bei Sándor Wagner und privat bei Paul Nauen.
Zurück in Galizien war er von 1886 bis 1890 als Lehrer in der Schule der Keramischen Industrie in Kolomyja tätig. Dort beschäftigte er sich auch mit dem Huzulen-Folklore.
Im Zeitraum von 1890 bis 1891 besuchte er in Paris die Académie Colarossi. Seit 1897 war er Mitglied der Wiener Secession. Er ließ sich in Lemberg nieder, wo er in der privaten Zeichenschule von Marceli Harasimowicz unterrichtete.
Seit dem 5. November 1909 unterrichtete er an der Akademie der Bildenden Künste Krakau, zuerst als Assistent, seit 1910 als Dozent, seit dem 27. Oktober 1911 als Professor und Nachfolger des verstorbenen Stanisław Wyspiański. Am 1. April 1923 wurde er zum ordentlichen Professor ernannt. Am 30. September 1923 trat er in den Ruhestand.
Dębicki hinterließ nur wenige Werke, bildete etwa achtzig Schüler aus.
Er  starb in Krakau, wurde im Familiengrab auf dem Lytschakiwski-Friedhof in Lemberg bestattet.